# Lady Anne Monson
Lady Anne Monson (rođena Vane ; Darlington, Engleska, 1726. – Calcutta, Indija, 18. veljače 1776.), poznata i kao Lady Anne Hope-Vere, bila je engleska botaničarka i sakupljačica biljaka i kukaca.

## Život
Bila je kći Henryja Vanea, prvog grofa od Darlingtona, i njegove supruge, Lady Grace Fitzroy; bila je praunuče Karla II. Njezina teta, također Anne Vane, bila je kraljevska ljubavnica.
Godine 1746. udala se za Charlesa Hope-Verea iz Craigiehalla i imala dva sina prije nego što je brak razvrgnut Zakonom o parlamentu 1757. godine, zbog rođenja izvanbračnog djeteta. Nisu poznati detalji oca ovog djeteta.
Kasnije, 1757. godine, udala se za pukovnika Georgea Monsona iz Lincolnshirea. Budući da je karijera njenog novog supruga bila u indijskoj vojsci, većinu vremena provodila je u Calcutti, gdje je postala istaknuta u anglo-indijskom društvu.
Umrla je u Calcutti 18. veljače 1776.

## Botanika
Lady Anne se zanimala za prirodoslovlje prije dolasku u Indiju. Godine 1760. botaničkoj je zajednici već bila poznata kao "izvanredna dama botaničarka".
Njezin suvremenik JE Smith tvrdio je da je Lady Anne pomogla Jamesu Leeju u prijevodu Linnaeusove Philosophia Botanice, prvog djela koje je engleskim čitateljima objasnilo linneovu klasifikaciju. Lee je knjigu objavio pod svojim imenom 1760. godine, a u predgovoru je anonimno priznao Lady Anne. Nekoliko godina kasnije Lady Anne upoznala je danskog entomologa Johana Christiana Fabriciusa, jednog od Linnaeusovih učenika. Kasnije Lady Anne spominje James Lee u svojim pismima Linnaeusu.
Godine 1774., prilikom odlaska u Calcuttu, lady Anne posjetila je Rt dobre nade gdje je upoznala drugog Linnaeusovog učenika, Carla Petera Thunberga, sezonskog sakupljača južnoafričkih biljaka. Thunberg ju je pratio na nekoliko ekspedicija oko Cape Towna, a ona mu je poklonila prsten u znak sjećanja. Primjerci Monsonije, cvjetnog grma, poslani su u Kew Gardens 1774. godine.

## Ostavština
Jednu od južnoafričkih biljaka koje je sakupila Lady Anne Linnaeus je nazvao Monsonia.